# Winifred Burkle
Pour les articles homonymes, voir Burkle.
Winifred « Fred » Burkle est un personnage créé par Joss Whedon pour la série télévisée Angel, interprété par l'actrice Amy Acker.

## Biographie fictive
Winifred Burkle est née en 1978 à Dallas (Texas), fille de Roger et Trish Burkle. Elle passe son enfance et son adolescence auprès de ses parents, dans la maison familiale. Elle y finit ses études secondaires. Dès l'obtention de son diplôme de fin d'études, elle décide de s'inscrire dans une université de Los Angeles. Alors que son souhait initial est d'étudier l'histoire, elle décide de changer de voie lorsqu'elle assiste à un cours de physique du Professeur Seidel. Elle dit qu'elle adore les problèmes mathématiques, mais pas les énigmes. Cette toute nouvelle attirance pour cette science l'incite à étudier et lire énormément de documents et de livres. Ses recherches sont d'ailleurs facilitées par son travail. En effet, afin de payer ses études, elle décide de travailler dans la bibliothèque publique Stewart Brunell.
Mais, à 18 ans, alors qu'elle classait des livres dans les rayonnages, un portail magique s'ouvre devant elle et l'aspire dans une autre dimension : Pyléa. C'est un monde parallèle dans lequel les humains sont traités comme des esclaves et considérés comme des « vaches ». Fred y survit cinq longues années. Elle est traitée en esclave, puis réussit à s'enfuir pour survivre dans une grotte, seule. Fred, en tant que scientifique prometteuse, passe ses journées à écrire sur les murs de sa grotte des hypothèses, des théories et des solutions pour sortir de Pyléa et revenir chez elle. Ces longues années lui font perdre peu à peu sa sociabilité, la fragilisent psychologiquement, voire la rendent névrosée.

## Apparitions

### Saison 2
Fred est découverte par Angel quand celui-ci, accompagné de Wesley, Gunn et Lorne, est parti pour Pyléa afin d'y retrouver Cordelia, aspirée dans cette dimension par un vortex. Ensemble, ils réussissent après de nombreuses péripéties à quitter Pyléa et ainsi, ramènent Fred sur Terre (épisode Fin de règne). 

### Saison 3
Angel et son équipe font tout pour que Fred redevienne la fille qu'elle était avant mais c'est un dur combat qui attend la jeune femme car elle est arrivée dans un monde qu'elle ne reconnaît plus. Elle a du mal à s'intégrer au groupe car, traumatisée par ses dures années, elle a peur de sortir de sa chambre, mais surtout, du monde extérieur. Dans l'épisode Les Démons du passé, l'arrivée des parents de Fred chez Angel Investigations est le déclencheur qui lui permet d'accepter et d'évacuer le calvaire qu'elle a vécu ces cinq dernières années à Pyléa. Avec de la persévérance, elle finit par retrouver petit à petit sa sociabilité, et la présence de ses nouveaux amis l'aide à redevenir elle-même.
Dès lors, elle intègre Angel Investigations et devient un membre important de l'équipe, son intelligence et sa vivacité d'esprit la rendant très utile dans la lutte contre le mal que mènent ses nouveaux amis. Elle devient avec Wesley, qui se sent de nombreux points communs avec elle, l'un des deux cerveaux de l'équipe. Wesley tombe amoureux d'elle mais Fred, de son côté, tombe amoureuse de Gunn (épisode Les Coulisses de l'éternité) et sort avec lui pendant environ un an. À la fin de la saison, Fred et Gunn continuent d'ailleurs seuls la mission d'Angel Investigations quand Angel et Cordelia ont disparu, que Lorne est parti pour une carrière de showman à Las Vegas et que Wesley a été chassé du groupe. Son courage et sa volonté sont de plus en plus visibles au fil de la saison.

### Saison 4
Angel, délivré par Wesley, revient, ainsi que Connor désormais adolescent, et tout se remet peu à peu en place. Peu de temps après, Fred découvre que c’est son professeur de physique qu’elle admirait énormément qui l’a envoyée à Pyléa. Furieuse, elle veut le tuer avec l'aide de Wesley mais c’est finalement Gunn qui tue le professeur Seidel en l’envoyant dans une dimension démoniaque pour protéger Fred car il ne veut pas qu’elle ait ce meurtre sur la conscience le restant de sa vie. Au lieu de les rapprocher, cet événement les éloigne l'un de l'autre (épisode L'Ombre des génies). Peu après, Wesley réintègre définitivement le groupe, créant des tensions de jalousie avec Gunn au sujet de Fred, car tous deux sont amoureux de la jeune femme et, au moment où l'amour de Fred pour Gunn disparaît de plus en plus, Wesley échange un baiser avec elle (épisode Sans âme). Gunn les surprend et commence à se battre avec Wesley, touchant accidentellement Fred au cours de la bagarre.
Gunn rompt officiellement avec Fred lors de l'épisode suivant mais elle apprend que Wesley a eu pendant longtemps une relation avec Lilah Morgan et est déçue et blessée, ce qui empêche ses sentiments pour lui de se concrétiser. Plus tard dans la saison, la « fille » de Cordelia, la déesse Jasmine qui aspire à des idées de paix universelle et hypnotise le monde entier, ensorcelle aussi tout le groupe, et Fred est la première à échapper au contrôle mental de la déesse car son sang s'est mêlé à celui de Jasmine (épisode Douce Béatitude). Ainsi, Fred se retrouve seule contre tous et est obligée de s'échapper et de se cacher, car même ses propres amis veulent la tuer. Elle a bien du mal à leur échapper car Jasmine contrôle tous les gens et peut les utiliser pour voir à travers leurs yeux. Ainsi, dès lors que quelqu'un aperçoit Fred, le démon est immédiatement au courant.  
Finalement, Fred parvient à montrer à chacun de ses amis quelle est la véritable nature de Jasmine grâce au sang de Cordelia qui, pour avoir donné naissance au démon, porte un peu de son sang en elle (épisode La Balle magique). Angel et son équipe ne sont alors plus hypnotisés par Jasmine et peuvent enfin la combattre au lieu de lui obéir. C'est donc grâce à Fred que tout le monde a été sauvé et que le principal méchant de la saison 4 a pu être réduit à néant (tué finalement par Connor). Dans le dernier épisode de la saison, Fred fait la connaissance de Knox, qui lui fait visiter le département scientifique de Wolfram & Hart.

### Saison 5
Dans cette saison, Angel Investigations reprend la direction de Wolfram & Hart et Fred est désormais à la tête du département scientifique. Fred ne s'y sent pas tout à fait à son aise car diriger n'est pas son fort. Elle est assistée par Knox, avec qui elle a une relation amicale, ce qui crée des tensions de jalousies avec Wesley, toujours amoureux d'elle. Quand Spike ressuscite sous forme immatérielle, Fred est la première personne à laquelle il demande de l'aide, car il a peur d'aller en enfer et son statut de « fantôme » ne lui plaît guère (épisode Justes Récompenses). Fred lui promet de lui rendre sa forme matérielle et tous deux deviennent très proches à partir de l'épisode Au bord du gouffre quand Spike, forcé de choisir entre sauver Fred d'un autre fantôme et récupérer sa forme, choisit de sauver la jeune femme.
Dans l'épisode 7 (Lignée), Fred est touchée par une balle, alors qu'elle était en mission avec Wesley et ce dernier s'en veut de ne pas avoir pu la protéger comme il aurait dû. À la fin de l'épisode, un cyborg qui a pris l'apparence du père de Wesley prend Fred en otage et Wesley n'hésite pas à tirer sur son « père », pour la sauver. Fred sort brièvement avec Knox mais réalise vite que leur relation ne fonctionne pas et, à la fin de l'épisode 14 (Les Marionnettes maléfiques), elle prend finalement l'initiative d'embrasser Wesley, ayant réalisé l'ampleur de ses sentiments pour lui, et leur relation commence officiellement.
Dans l'épisode suivant, un mystérieux sarcophage est livré au laboratoire de Fred. Curieuse, elle veut l'observer tout de suite malgré les mesures de précautions. Elle touche un cristal bleu qui y est incrusté ; une valve s'ouvre ; une essence se libère et entre dans Fred. Elle assure à Wesley que tout va bien, mais au moment d'aller déjeuner, elle s'effondre dans les bras de Lorne, dans les escaliers. Elle tombe très vite malade et l'équipe découvre que l'air que Fred a inhalé est en réalité l’essence d'Illyria, un puissant et très ancien démon, qui s’est ainsi introduit dans le corps de Fred afin de se l’approprier pour toujours, détruisant petit à petit ses organes vitaux dans le processus (à l'instigation de Knox, qui est le grand prêtre d'Illyria). Dès lors, pour tenter de sauver leur amie, Angel et Spike se rendent en Angleterre afin de trouver un remède pendant que Wesley reste au chevet de sa bien-aimée qui est en train d'agoniser. Angel et Spike apprennent que le seul moyen de sauver Fred causerait la mort de milliers de personnes et ils choisissent la dure solution de ne rien faire, sachant que Fred n'accepterait pas de vivre à ce prix. Alors que Fred se meurt petit à petit, près de Wesley, elle vacille dans les bras de celui-ci et Illyria détruit définitivement son âme. Ses derniers mots sont : « Pourquoi je ne peux pas rester ? ». Plus rien ne reste de Fred, seule la coquille, le corps, qui est à présent celui d'Illyria, qui a totalement consumé son être pour vivre dans notre dimension.

### Dans les comics
Dans Angel & Faith, on apprend que la nouvelle graine de la magie a ramené l'essence de Fred et d'Illyria et qu'elles cohabitent désormais dans le corps de Fred, et en prennent tour à tour le contrôle.